# 迅速抗原検査

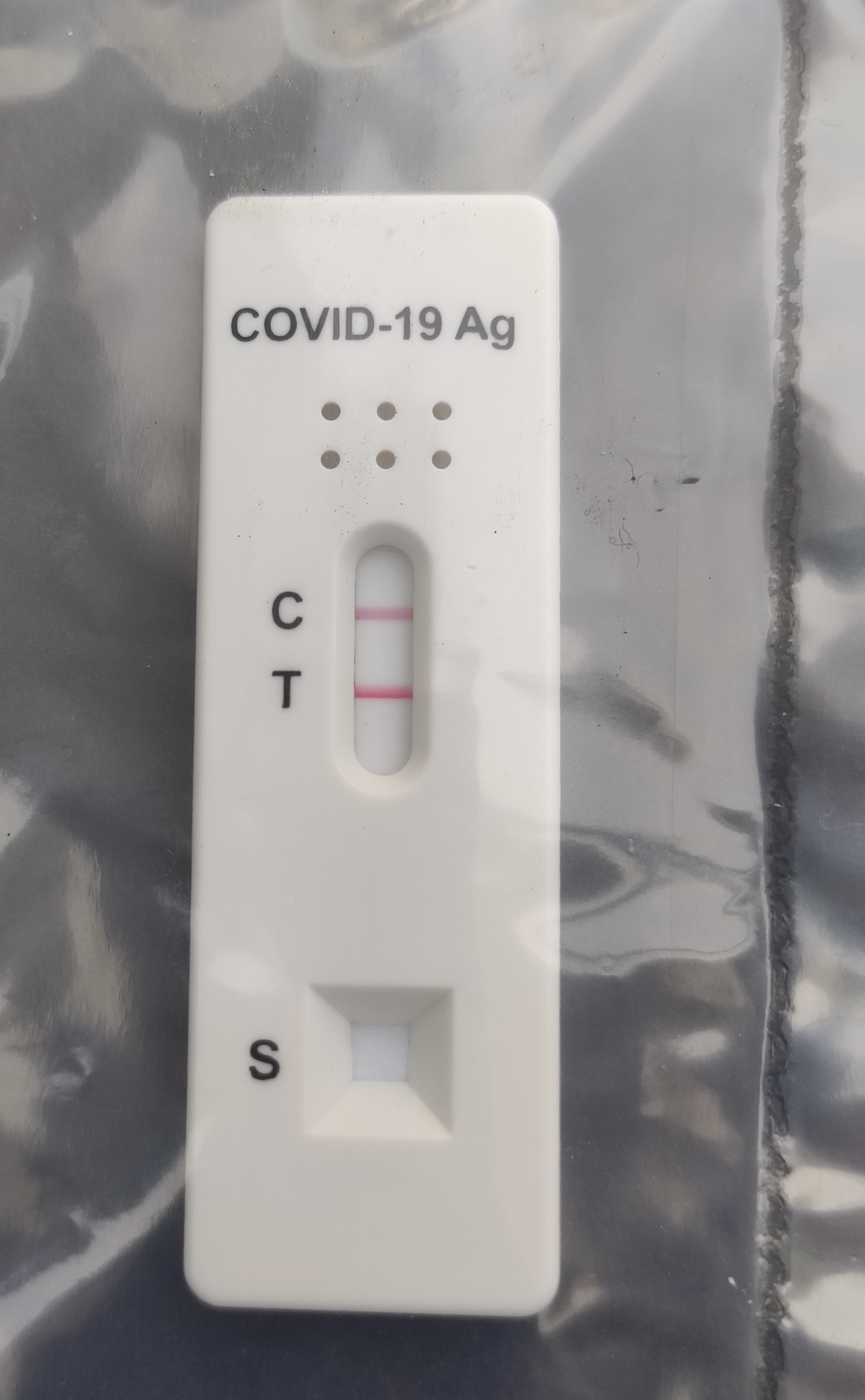
SARS-CoV-2の迅速抗原検査で陽性の場合、2本の赤い線が表示される

迅速抗原検査（じんそくこうげんけんさ）とは、アフィニティークロマトグラフィーを応用した抗原検査法。

## 概要
抗原抗体反応を利用して抗原の有無を検出する。

## 原理
特定の抗原と特異的に結合するリガンドが固定された濾紙に試料溶液を滴下すると浸み込み、抗原抗体反応により抗原がある場合にはリガントと結合する。その時に色素が遊離して呈色する。

## 長所
- 試験室に設置するような機材は不要
- 通常は5〜30分でその場で結果が得られる。

## 短所
この検査手法はCOVID-19の検査において一応は重要な対策になりうるものではあるものの、最新の研究では、PCR検査によるフォローアップや接触追跡を含む包括的な検査体制がなければ、新型コロナを抑制する方策としては不十分なことが裏づけられていて、疑陽性や偽陰性の可能性が指摘されている。

## 用途
- ウイルスの感染の有無を検査
- マラリアの罹患の有無
- COVID-19の検査